# Ana María Martínez de la Escalera
Ana María de las Mercedes Martínez de la Escalera Lorenzo (Montevideo, 5 de septiembre de 1953) es una filósofa mexicana. Está interesada en los procesos de elaboración del pensamiento social y político, cómo emerge en la práctica histórica de las organizaciones de la sociedad  y en el discurso estético contemporáneo. Se ha ocupado del análisis del discurso de la experiencia, la cual ha reformulado como el campo de encuentro entre las fuerzas retóricas y pragmáticas de las lenguas en uso, los poderes del pensamiento crítico y la fuerza de alteridad. Este campo en tensión permanente y desigual en sus efectos prácticos es la instancia de configuración de ocasiones críticas de discurso y de puesta en práctica del saber socio-histórico. Ha examinado durante varios años las tecnologías propias de la memoria de la experiencia, entendida como uno de los caminos cursados  por los saberes dominados de los siglos XX y XXI. Su analítica discursiva recurre a la genealogía, la crítica, la pragmática y la retórica de los usos (actio) para dar cuenta de las ocasiones sociales de producción de sentido y de valor, y para trazar su devenir contingente.

## Biografía

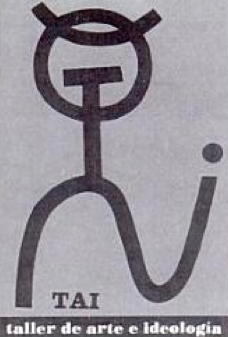
Logo del Taller de Arte e ideología (TAI)

Estudió filosofía en la Facultad de Filosofía y Letras de la UNAM. Se integró al recién fundado proyecto de crítica estética y social coordinado por Alberto Híjar Serrano llamado Taller de Arte e Ideología (TAI), que funcionó primero en la Facultad de Filosofía, para después mudarse a la Facultad de Arquitectura y finalmente asentarse en la antigua casa del pintor David Alfaro Siqueiros, hoy Sala de Arte Público Siqueiros y museo a cargo del Instituto Nacional de Bellas Artes. Participó activamente en el movimiento teórico, artístico y político de la segunda mitad de los años setenta conocido como estética de los Grupos. Tras varios años como docente en la Escuela Nacional de Arte Teatral del INBA ingresó como profesora al Colegio de Filosofía (enlace roto disponible en Internet Archive; véase el historial, la primera versión y la última). de la UNAM y a su división de  Posgrado. Coordina un proyecto de investigación sobre el campo de problemas de la alteridad y la Exclusión, desde 1998 hasta la fecha, cuya adscripción pasó del Centro de Poética (entonces Seminario de Poética) del Instituto de Investigaciones Filológicas, a la Facultad de Filosofía y Letras y al Programa Universitario de Estudios de Género, en el cual coordina una de sus líneas de investigación.

### Periodo en el TAI
En un contexto de emergencia de grupos de jóvenes que realizaban militancia política y artística (como el NO-grupo, Tepito Arte Acá, Germinal, Proceso pentágono, entre otros), funda con Alberto Híjar Serrano como coordinador en 1974 el Taller de Arte e Ideología (TAI) en el que participó hasta 1979. Según una historiadora del arte:

Hay dos sucesos destacables para comprender el nacimiento de los grupos en la década de los setenta. El primero es el movimiento estudiantil del 68, cuando las escuelas de educación artística, fundamentalmente la Escuela Nacional de Artes Plásticas, en ese tiempo ubicada en la Academia de San Carlos, se convirtieron en grandes talleres de producción de gráfica política: pegas, esténciles, impresiones en mimeógrafo, mantas y volantes de apoyo. […] El segundo se refiere a la enseñanza artística y a su producción. Las escuelas en México operaban con viejos y caducos programas académicos en la formación de los futuros artistas: géneros, técnicas y aproximaciones teóricas que ya no respondían a ese contexto histórico ni al desarrollo del arte, esto en relación con lo que ocurría en otros países y la información que los futuros miembros de los grupos tenían. El conceptualismo, el arte, objeto, la instalación y la ambientación ya eran medios expresivos consolidados en otras partes del mundo.
Cristina Híjar González

En ese momento formaban parte del Taller de Arte e Ideología (TAI): Jorge Bustillos, Armando Castellanos, Adriana Contreras, Enrique Echeverría, César Gálvez, Cecilia Lascano, Felipe Leal, Andrés de Luna, Dolores de las Peñas, María Isabel Pérez, Rini Templeton, Atilio Tuis, Alberto Vargas, entre otros. El TAI era un grupo multidisciplinario que buscaba conjuntar teoría y práctica cultural de manera colectiva y poniendo a prueba la fuerza teórico-crítica del pensamiento de Louis Althusser, Jacques Derrida, Michel Foucault, y de herramientas como las lingüísticas, las semiológicas y las retóricas a través de la realización de performance, debates, acciones teatrales y plásticas, cine independiente, etc.
En un ambiente de intercambio de ideas y viva discusión colectiva se acerca al pensamiento crítico. Marcada por el trabajo práctico-teórico del Taller de Arte e Ideología (TAI)  realiza una investigación sobre el ejercicio de la crítica en Louis Althusser, Walter Benjamin, Theodor Adorno y Michel Foucault que culmina en una de sus tesis La teoría de la ideología. Entre racionalismo e irracionalismo y en la publicación de varios artículos y ensayos. Desde entonces su producción por venir testimoniará la huella dejada por su experiencia en el Taller de Arte e Ideología (TAI).

### Docencia
Desde 1976 y hasta 1986 dio clases de estética y teoría del arte en la Escuela Nacional de Arte Teatral del Instituto Nacional de Bellas Artes. En 1986 comenzó a impartir la materia de estética en la Facultad de Filosofía y Letras de la UNAM, cátedra que imparte aún en el Colegio de Filosofía. En la misma Facultad imparte "Técnicas de Investigación Filosófica" para la licenciatura de Filosofía en modalidad abierta. En 1994 es cofundadora de la licenciatura semi-abierta en Filosofía en la Universidad Autónoma del Estado de Morelos, donde enseñara hasta 2005. Funda también la maestría en Artes en la Benemérita Universidad Autónoma de Puebla.

### Grupos de investigación
Junto a la docencia se ha dedicado a la investigación dentro de la institución universitaria. En 1994 se une al grupo de investigación sobre retórica coordinado por Helena Beristain en el Instituto de Investigaciones Filológicas (IIFl), UNAM. De 1998 a 1999 fue designada corresponsable del proyecto de investigación Problemas de la alteridad; de 1999-2001 corresponsable del proyecto Lecciones de Extranjería; y en el 2003 corresponsable del proyecto Políticas de la memoria, todo ello en el IIFl. En 2004 fue nombrada coordinadora del área Alteridades de género, memoria y testimonio y en 2005 coordinadora académica del Seminario Alteridad y exclusiones en el Programa Universitario de Estudios de Género (PUEG). De 2009 a 2011 fue responsable del proyecto de investigación Diccionario para el debate: Alteridad y Exclusiones de la Dirección General de asuntos del personal Académico. Como parte de los trabajos de investigación editó la colección Ejercicios de Memoria en el IIFil junto con Esther Cohen, que cuenta con 12 títulos.

## Pensamiento
Formada en el pensamiento marxista, sus discurso se han abierto a otras tradiciones de pensamiento crítico. Sus primeros trabajos buscan en los mecanismos de organización de la resistencia artística y cultural la pauta de producción de un pensamiento crítico-social para fundar espacios públicos en los cuales la práctica política no sea reducida a su figura jurídica. En estos mismos fenómenos indagará sobre la configuración de prácticas de subjetividad en rebeldía contra las formas de subjetivación y los espacios institucionales donde se ejercen de manera dominante. Interesada en el examen de las políticas de resistencia, tanto artísticas y culturales como las sostenidas en movimientos sociales y políticos, ha reelaborado un vocabulario de la crítica, que respetuoso de la fuerza de la especificidad de esta última, se propone explicar su mecanismo mediante nociones como: experiencia, uso, memoria de la experiencia, ocasión, crítica, estrategias de resistencia, etcétera. Intenta con ello singularizar modos de ejercicio antiautoritarios y antijerárquicos que devienen fuerzas de organización social donde se genera, a través del debate, el uso del discurso (usus) y su impacto sobre el pensamiento político. De las políticas de resistencia (de género, étnicas, culturales y artísticas) su pensamiento se desplaza a la teoría del discurso que aparece de manera supuesta pero no explícita en los ejercicios de análisis de discursividad. 
Esa teoría se ocupa especialmente de la noción de experiencia como aquello que da unidad (provisional) a las ocasiones de discurso que ponen en relación la lengua con el pensamiento mediante estrategias de uso muy determinadas. En este sentido ha analizado el vocabulario del feminismo en su historia, y en ella ha examinado con atención el devenir pragmático y semántico de la noción de feminicidio, tanto en el debate jurídico como en el debate social. Lo cual aparece consignado en su libro Feminicidio. Actas de denuncia y controversia, en donde se favorece y se reelabora la noción estético-política procedente de Walter Benjamin de shock (conmoción e impacto material) de la experiencia. A través de la noción de alteridad (condición de abierto que parasita toda identidad) ha analizado ejercicios de imaginación política cuyo saber/hacer se corresponde a la tradición de los oprimidos cuya materialidad se pone en acción en el anti-archivo del poder y en la actividad solidaria. Véase su libro Estrategias de resistencia. Ha estudiado los mecanismos de violencia y exclusión que, según Martínez de la Escalera, conforman de manera sistémica, naturalizada y estructural todo cuerpo y toda subjetivación que entra en una relación social e institucional –lo que se muestra de manera paradigmática en la violencia de género, en la trata de personas o el feminicidio. Así, toda subjetivación es el campo tensional de violencias y fuerzas de resistencia contra regímenes perceptivos, afectivos y discursivos. Sostiene que la configuración de las estrategias de resistencia (discursivas y prácticas) se experimentan fuerzas del saber/hacer imaginativas y no necesariamente derivadas del pasado de la experiencia, sino de la actividad pública que pone en suspenso la dominación y experimenta sobre la solidaridad, en pos de la justicia social e histórica.
Dominante y característica de su trabajo ha sido también su problematización de producción de la teoría en la academia de humanidades. De este modo, mucho de su trabajo se ha dirigido, bajo la forma de una política de la interpretación, al análisis y discusión crítica de los vocabularios con los que se construyen y reproducen las relaciones y los objetos de estudios en las disciplinas que tienen como cometido decir y salvaguardar lo social como espacio solidario (derecho, política, filosofía, sociología, etcétera). Retoma la afirmación de Claude Levi-Strauss y Michel Foucault, entre otros, según la cual la teoría es una “caja de herramientas” en donde cada término y palabra puede reusarse y ser apropiada conceptualmente en momentos determinados y con determinados sentidos, en una constante y problemática conversación o negociación entre el pensamiento y la militancia, la academia y el activismo. La reapropiación de las herramientas conceptuales no es sino un rasgo de la experiencia. De allí que en sus estudios sobre el lenguaje enfatice los usos del discurso (clausura temporal o epocalidad, apropiación/expropiación de vocabulario, conmoción sobre el lenguaje de la experiencia en boga, crítica desujetante, democratización del vocabulario/especialización, etc.) como fuerza naturalizante/desnaturalizante sobre las subjetividades y los procesos sociales. Tales estudios hacen uso de los mecanismos de análisis retóricos (actio) y posestructurales. Ejercicio de lectura y escritura, la crítica es la que permite evaluar, como práctica desmitificante y desnaturalizadora del lenguaje, los efectos que producen o pueden producir determinados discursos en ciertos momentos y, como práctica productiva, generar discursos intempestivos que modifican las relaciones, los sujetos y los objetos –por ejemplo en el testimonio o en la genealogía.

La fuerza de la crítica es kairológica, puesto que depende del kairós como le llamaban los griegos a esta experiencia donde se unen la ocasión, la circunstancia y el azar, la actualidad y la oportunidad (la chance), es decir, el acontecimiento entendido como momento de decisión.
Ana María Martínez de la Escalera

Defiende, junto con una tradiciones alemana y española de pensamiento, el carácter ensayístico de la filosofía crítica en nuestra actualidad. Muestra de su estilo ensayístico, y casi aforístico, el siguiente texto sobre la trata de personas –escrito junto con Érika Lindig Cisneros– muestra muchas de sus preocupaciones y de sus maneras de operar críticamente el pensamiento: 

1. La trata de mujeres es una práctica doblemente violenta. Las fuerzas y recursos –sus orificios- de los cuerpos de las mujeres son tratados, sin su consentimiento y mediante la violencia, solamente como mercancía. Su usufructo simbólico (sexual) por el tratante o el victimario refuerza una primera violencia. Esta violencia, sostendremos, es un crimen político que fundamenta lo social.
2. Aquí nos interesa hablar del crimen y no del delito que dejamos a los juristas y especialistas (activistas).
3. El primer crimen, reforzado cotidianamente desde hace siglos por nuestra civilización, es la producción de la diferencia de género como máquina bipolar o heterosexual, jerárquica o patri-árquica que se hace pasar por “natural”. Designa figuras subjetivas que siendo criaturas de un crimen no lo saben. Y coloca repetidamente las acciones de estas figuras (hombres y mujeres) en posiciones de sometimiento y dominación.
4. Esta máquina heterosexual y de dominio funciona siempre oscureciendo su mismo funcionamiento, esto es “naturalizándose”.Siempre excepto cuando se la enfrenta mediante acciones de resistencia.
5. Las acciones de resistencia las reconocemos como interrogaciones críticas; prácticas colectivas de invención de experiencias sociales.
6. A modo de conclusión: El Protocolo de las Naciones Unidas para Prevenir, Reprimir y Sancionar la Trata de Personas, Especialmente Mujeres y Niños ni previene, ni reprime, ni sanciona la violencia de género como crimen constitutivo de lo social. Por el contrario la asume confirmándola (mediante la firma del protocolo por la comunidad internacional de estados nacionales), es decir, realizándola como algo inevitable. Al utilizar la expresión “discriminación” presupone, esto es reproduce la identidad frágil o vulnerable mujer-niño (la genealogía de la viuda y el huérfano) como el lugar de un tratamiento injusto que debe evitarse. Pero presupone una determinada vulnerabilidad como natural e inevitable y no como producto histórico que puede evitarse.

Ana María Martínez de la Escalera y Érika Lindig Cisneros

En este sentido, sus proyectos de investigación han tomado a la universidad como espacio de crítica y de resistencia. Un ejemplo de ello es el proyecto Estrategias de Resistencia: violencia de género, técnica y políticas de la experiencia. (enlace roto disponible en Internet Archive; véase el historial, la primera versión y la última). Es en relación con los problemas de la alteridad que últimamente se ha acercado al feminismo y sus problemas.

## Obra
como autora:
- Algo propio, algo diferente de sí. Ensayos sobre Dante, Baltasar Gracián y la astucia del lenguaje, México, Anthropos, 2001, ISBN 84-7658-600-0

- Interpretar en filosofía. Un estudio contemporáneo, México, UNAM, 2004.

- El presente cautivo. Siete variaciones sobre la experiencia moderna, México, Ed. Edere, 2004. (enlace roto disponible en Internet Archive; véase el historial, la primera versión y la última).

como editora o coordinadora:
- con Cohen Esther, Lecciones de Extranjería. Una mirada a la diferencia, México, Siglo XXI/UNAM, 2002.

- con Alberto Constante y Leticia Flores Farfán, El Mal. Diálogo entre filosofía, literatura y psicoanálisis, Ediciones Arlequín, Instituto Tecnológico de Estudios Superiores de Monterrey, México, 2006.

- Estrategias de Resistencia, México, PUEG-UNAM, 2007, 1° edición; 2008 2° reedición.

- Feminicidio: Actas de denuncia y controversia, México, PUEG-UNAM, 2010.

como editora en la colección Ejercicios de Memoria:
- con Esther Cohen, De memoria y escritura. Colección Ejercicios de memoria, México, UNAM, 2002.

- con Esther Cohen, Jacques Derrida. Palabras de agradecimiento. Premio Adorno. Colección Ejercicios de memoria, México, UNAM, 2002.

- con Esther Cohen: Wolhfarth Irving, La especie humana puesta a prueba en los campos, Col. Ejercicios de Memoria, México, UNAM, 2002.

- con Esther Cohen y Silvana Rabinovich: Traverso Enzo, Cosmópolis. Figuras del exilio judeo-alemán, Col. Ejercicios de memoria, México, UNAM, 2004.

- Adiós a Derrida, Col. Ejercicios de memoria, UNAM, México, 2005.

## Premios
- Reconocimiento Sor Juana Inés de la Cruz 2020[5]